# 哈桑·穆拉托维奇
哈桑·穆拉托维奇（1940年4月11日—2020年11月14日），波斯尼亚和黑塞哥维那政治人物、企业家和教授，前总理，萨拉热窝大学前校长。

## 生平
1940年4月11日生于奧洛沃。1964年毕业于卢布尔雅那大学机械工程专业，获学士学位。1972年毕业于萨拉热窝大学，获硕士学位，同时留校任教。1981年在贝尔格莱德大学组织科学学院获经营学博士学位。1988年升任萨拉热窝大学教授。同时，他还在该校经济学院任教，讲授管理与组织学，1989年创建管理与组织系，担任主任职务。
1992年6月波斯尼亚战争开始后，他进入波斯尼亚和黑塞哥维那共和国政府工作，曾任联合国事务部长、维和部队联络事务部长、不管部长。战争结束后的1996年1月接替哈里斯·西拉伊季奇出任总理。1年后转任对外贸易和经济关系部长。1999年至2002年担任驻克罗地亚大使。2004年至2006年，担任歐洲理事會議員大會副主席。2004年至2006年担任萨拉热窝大学校长。
2020年11月14日因2019冠状病毒病并发症在塞拉耶佛逝世。